# Fortaleza de Carlsten
Carlsten es una fortaleza de piedra situada en Marstrand, en la costa occidental de Suecia. La fortaleza fue construida por orden del rey Carlos X Gustavo de Suecia tras el Tratado de Roskilde de 1658 para proteger a la provincia de Bohuslän.
Marstrand fue elegido debido a su ubicación y su acceso a un puerto libre de hielo. Inicialmente se levantó una torre cuadrada de piedra, pero hacia 1680 fue reconstruida y sustituida por una redonda. Ampliaciones sucesivas de la fortaleza se llevaron a cabo por reclusos condenados a trabajos forzados, hasta 1860, cuando se terminó. La fortaleza fue dada de baja como una instalación permanente de defensa en 1882, pero se mantuvo en uso militar hasta principios de 1990.
La fortaleza fue atacada y sitiada dos veces luego de caer en manos del enemigo. En 1677 fue conquistada por Ulrik Frederick Gyldenløve, el comandante militar danés en Noruega, y en 1719 por el vicealmirante noruego Tordenskjold. En ambas ocasiones, la fortaleza pasó a dominio sueco a través de negociaciones y tratados.